# Château de Budatín
 (mars 2020).
Le château de Budatín (slovaque : Budatínsky hrad [ˈbudaciːnski ˈɦrat]) est un château situé à Žilina dans le nord de la Slovaquie. Il se trouve dans le quartier de Budatín, à la confluence du Váh et de la Kysuca. Il abrite des expositions du Musée de la vallée du Váh (Považské múzeum).